# Villaconejos
Villaconejos é um município da Espanha na província e comunidade autónoma de Madrid, de área 36,65 km² com população de 3092 habitantes (2007) e densidade populacional de 91,43 hab/km².

## Demografia
| Variação demográfica do município entre 1991 e 2004 | Variação demográfica do município entre 1991 e 2004 | Variação demográfica do município entre 1991 e 2004 | Variação demográfica do município entre 1991 e 2004 |
| --------------------------------------------------- | --------------------------------------------------- | --------------------------------------------------- | --------------------------------------------------- |
| 1991                                                | 1996                                                | 2001                                                | 2004                                                |
| 2898                                                | 2909                                                | 2945                                                | 3018                                                |